# Tretecthus uliginosus
Tretecthus uliginosus is een duizendpotensoort uit de familie van de Geophilidae. De wetenschappelijke naam van de soort is voor het eerst geldig gepubliceerd in 1894 door Porat.